# Alaena unimaculosa
Alaena unimaculosa är en fjärilsart som beskrevs av Hawker-smith 1926. Alaena unimaculosa ingår i släktet Alaena och familjen juvelvingar. Inga underarter finns listade i Catalogue of Life.